# Zonitis nana
Zonitis nana là một loài bọ cánh cứng trong họ Meloidae. Loài này được Ragusa miêu tả khoa học năm 1881.